# Jean Lamorte
Jean Pierre Henri Lamorte est un homme politique français né le 7 juin 1823 à Die (Drôme) et décédé le 29 avril 1884 à Die. De tendance républicaine et progressiste, persécuté à la fin de la Deuxième République, il s'exile avant d’exercer des fonctions administratives et électorales lors des débuts de la Troisième République.

## Biographie
Avocat, il s’engage dans la cause républicaine lors de la Deuxième République. La répression conservatrice vise notamment les sociétés secrètes, seul moyen que la gauche a de s’organiser devant les interdictions successives de réunions, les limitations de la liberté de la presse. Cette participation est assimilée à un délit, et il est condamné in abstentia le 12 mai 1851 à deux ans de prison
Il est impliqué en 1851 dans l'affaire du complot de Lyon et se réfugie à Genève où il exerce sa profession d’avocat. Il est à nouveau jugé par contumace et condamné à 10 ans de prison. Il n’est autorisé à rentrer qu’après l’amnistie générale de 1859, mais ne rentre en France qu'en 1863.
En septembre 1870, il est nommé sous-préfet de Montélimar. En février 1871, il est élu représentant de la Drôme, mais doit démissionner en décembre, car ce mandat est incompatible avec son poste de sous-préfet. Il est nommé sous-préfet d'Orange en décembre. Il est révoqué après le 13 mai 1873. 
En janvier 1876, il est élu sénateur de la Drôme et siège à gauche jusqu’à sa mort.